# Terrisaari (ö i Jämsä)
Terrisaari är en ö i Finland. Den ligger i sjön Isojärvi och i kommunen Kuhmois i landskapet Mellersta Finland, i den södra delen av landet, 170 km norr om huvudstaden Helsingfors. Öns area är 0,2 hektar och dess största längd är 100 meter i sydväst-nordöstlig riktning.